# Estupro estatutário
Em jurisdições de common law, estupro estatutário é uma atividade sexual não forçada na qual um dos indivíduos está abaixo da idade de consentimento (a idade exigida para consentir legalmente no ato). Embora geralmente se refira a adultos que mantêm contato sexual com menores de idade abaixo da idade de consentimento, é um termo genérico, e pouquíssimas jurisdições empregam o termo statutory rape literalmente em seus estatutos. No estupro estatutário, geralmente não há uso evidente de força ou ameaça. As leis de estupro estatutário presumem coerção porque um menor ou adulto com deficiência mental é legalmente incapaz de dar consentimento ao ato.
Diferentes jurisdições utilizam vários termos legais para o crime, como agressão sexual, estupro de criança, corrupção de menores, relação sexual ilegal com menor, conhecimento carnal de menor, bateria sexual, ou simplesmente conhecimento carnal. Os termos abuso sexual infantil ou molestamento infantil também podem ser usados, mas statutory rape geralmente se refere a sexo entre um adulto e um menor pós-púbere, podendo, portanto, ser distinguido do abuso sexual infantil. Relações sexuais com criança pré-púbere são tipicamente tratadas como crime mais grave.

## Idade de consentimento
Em muitas jurisdições, a idade de consentimento é interpretada como idade mental ou funcional. Como resultado, as vítimas podem ter qualquer idade cronológica se sua idade mental as tornar incapazes de consentir em ato sexual.
Relações consensuais entre adolescentes são comuns nos Estados Unidos. Um estudo de 1995 revelou que 50% dos adolescentes nos EUA já tiveram relação sexual aos dezesseis anos de idade. Estima-se que ocorram mais de 7 milhões de casos de estupro estatutário a cada ano. No entanto, fica claro que a maioria dos incidentes não é processada e não resulta em prisões ou condenações. As leis variam em suas definições de estupro estatutário.

## Justificativa das leis de estupro estatutário
As leis de estupro estatutário baseiam-se na premissa de que um indivíduo é legalmente incapaz de consentir em relação sexual até atingir certa idade. A lei determina que, mesmo que ele ou ela consinta voluntariamente na relação sexual, o ato não é considerado consensual.
Outra justificativa decorre do fato de que os menores geralmente são economicamente, socialmente e legalmente desiguais em relação aos adultos. Ao tornar ilegal que um adulto tenha relação sexual com menor, as leis de estupro estatutário visam oferecer alguma proteção ao menor contra adultos em posição de poder sobre ele.
Outro argumento em defesa das leis de estupro estatutário relaciona-se à dificuldade de provar estupro (contra vítima de qualquer idade) em tribunal. Como o ato sexual forçado contra menor é considerado forma particularmente hedionda de estupro, essas leis dispensam o ônus de provar falta de consentimento. Isso torna as condenações mais frequentes em casos envolvendo menores.
O propósito original das leis de estupro estatutário era proteger jovens mulheres não casadas de homens que pudessem engravidá-las e não assumir responsabilidade pelo suporte da criança. No passado, a solução para tais problemas era frequentemente um casamento forçado, arranjado pelos pais da jovem em questão. Essa justificativa visa preservar a possibilidade de casamento da jovem e prevenir a gravidez indesejada na adolescência.
Historicamente, um homem podia se defender de acusações de estupro estatutário provando que sua vítima já tinha experiência sexual antes do encontro (e, portanto, não estava sujeita a corrupção pelo réu). Uma exigência de que a vítima fosse de “caráter previamente casto” permaneceu em vigor em alguns estados dos EUA até a década de 1990.

## Diferenças de sexo no estupro estatutário

### Estupro estatutário de mulher contra homem
Até o final da década de 1970, relações sexuais envolvendo mulher adulta e menino menor de idade eram frequentemente ignoradas pela lei, devido à crença de que constituíam iniciação sexual do jovem. Essa visão persiste nos dias atuais, havendo viés de gênero nos tribunais em casos de relação sexual professor–aluno, resultando em punições muito menores para agressores do sexo feminino. Em 2005, o Office of Juvenile Justice and Delinquency Prevention estimou que cinco por cento das vítimas de estupro estatutário eram do sexo masculino, e que 94% dos agressores nesses casos eram do sexo feminino; 73% delas tinham 21 anos ou mais, enquanto 76% dos rapazes tinham 15 anos ou menos.
Uma revisão de 2006 de pesquisas científicas constatou que a maioria dos homens que tiveram relação sexual com mulheres quando menores de idade tiveram reação positiva quanto à relação, sendo um terço neutros e menos de 5% negativos. Entretanto, esses homens apresentaram níveis ligeiramente maiores de sofrimento psicológico do que homens sem tais experiências. Os autores sugeriram que visões sociais podem desestimular os homens a reconhecer elementos negativos ou abusivos dessas relações. Em contraste, mulheres envolvidas com homens adultos quando menores de idade reagiram principalmente de forma negativa ao deixarem o relacionamento, vendo-os como desviantes sexuais que não conseguiam encontrar parceiras da mesma idade e exploravam meninas jovens.
Os tribunais dos EUA determinaram que vítimas masculinas de estupro estatutário são responsáveis por prestação de pensão alimentícia por quaisquer filhos resultantes do crime, adotando a visão de que o ato criminoso da mãe é irrelevante para a obrigação de pensão. Em muitos casos, os rapazes não foram caracterizados como vítimas, mas como participantes voluntários. Os tribunais frequentemente baseiam-se no consentimento da vítima ao ato sexual ao impor ordens de pensão, mesmo que, no contexto de estupro estatutário, menores sejam considerados incapazes de consentir legalmente. County of San Luis Obispo v. Nathaniel J. examinou o caso de um rapaz de 15 anos e uma mulher de 34 anos onde a relação sexual resultou no nascimento de uma criança. Quando questionado, o rapaz afirmou que o sexo fora “ato mutuamente consensual”. A mulher foi processada e condenada por relação sexual ilegal com menor. Entretanto, a ação subsequente exigiu pensão alimentícia do rapaz para a criança. O tribunal concluiu que o jovem “não era uma vítima inocente” e tinha responsabilidades para com o filho, apesar de ter sido vítima de agressão sexual e não ter atingido a idade de consentimento. O tribunal determinou que o jovem seria responsável pela pensão ao atingir a maioridade.

### Estupro estatutário entre pessoas do mesmo sexo
Em algumas jurisdições, relações entre adultos e menores do mesmo sexo são penalizadas mais severamente. Por exemplo, no estado do Kansas, se alguém com 18 anos ou mais tiver relação sexual com menor com até quatro anos de diferença de idade, uma lei Romeo e Julieta limita substancialmente a pena. Contudo, essa lei não se aplicava a casais do mesmo sexo, sujeitando-os a penalidades maiores do que casais heterossexuais pelo mesmo crime. Isso resultou em condenações mais elevadas, multas maiores e registro como ofensores sexuais para adolescentes envolvidos em estupro estatutário entre pessoas do mesmo sexo. A lei de Kansas foi contestada com sucesso por conflitar com as decisões da Suprema Corte dos EUA em Lawrence v. Texas e Romer v. Evans. O precedente Lawrence não abordou diretamente igualdade de proteção, mas sua aplicação em State v. Limon (2005) invalidou leis de idade de consentimento que discriminavam com base em orientação sexual no Kansas.

## Leis específicas por país

### Dinamarca
A lei em dinamarquês:

§ 222. Aquele que tiver relação sexual com uma criança menor de 15 anos será punido com prisão de até 8 anos, salvo se a situação estiver abrangida pelo § 216, inciso 2. Ao determinar a pena, deverá ser considerada como circunstância agravante o fato de o autor do crime ter obtido a relação sexual mediante aproveitamento de sua superioridade física ou psicológica.
Parágrafo 2. Se o autor do crime tiver obtido a relação sexual mediante coação ou por meio de ameaças, a pena pode ser aumentada para até 12 anos de prisão.

O conteúdo de § 216, parágrafo 2 especifica que a pena pode ser aumentada para 12 anos se a criança tiver menos de 12 anos.

### Itália
Na Itália, a idade de consentimento é 14 anos. Aplica-se uma regra Romeo e Julieta para diferença de até um ano. Contudo, se a pessoa mais velha tiver posição de autoridade sobre a mais jovem, como parente, professor, pároco ou médico, a idade de consentimento é 16 anos.[carece de fontes?]

### Países Baixos
Artigo 244
Quem, com pessoa menor de 12 anos, pratica atos indecentes que incluam penetração sexual no corpo, será punido com prisão de até doze anos ou multa de até quinta categoria.
Artigo 245
Quem, fora do casamento, com pessoa que alcançou 12 anos mas não completou 16, pratica atos indecentes que incluam penetração sexual no corpo, está sujeito a prisão de até oito anos ou multa de até quinta categoria.
Observação sobre casamento
O artigo 245, relativo a sexo com pessoas entre 12 e 16 anos, aplica-se somente fora do casamento, porém um casamento com menor de 16 anos requer autorização do ministro da Justiça, obtida apenas se existirem “razões imperiosas” para tal união.
Notas sobre a lei holandesa:
Penetração sexual não se limita à relação sexual. O objeto não precisa ser um pênis ou outra parte do corpo. Cunnilingus, felação ativa e beijo francês também podem ser considerados estupro.
Multas raramente são aplicadas em casos de crimes graves, como estupro estatutário. Quase sempre há condenação a prisão.
As multas são divididas em categorias; quanto maior a categoria, maior a multa. A multa máxima da quinta categoria é €83 000.
O “consentimento” do menor e o uso ou ausência de violência não são critérios. Se a outra pessoa for menor, é estupro estatutário. A pena máxima depende se a vítima tem menos de 12 anos (até 12 anos de prisão) ou mais de 12 anos (até 8 anos de prisão).

### Reino Unido
Para Inglaterra e País de Gales, o marco legal da Sexual Offences Act 2003 diferencia contato sexual com crianças abaixo de 13 anos e com aquelas com pelo menos 13 mas menos de 16.
Penetração sexual de criança menor de 13 anos denomina-se estupro de criança menor de 13 anos, ofensa prevista na seção 5 da lei, que estabelece:
| “ | (1) Rape of a child under 13 A person commits an offence if— (a) he intentionally penetrates the vagina, anus or mouth of another person with his penis, and (b) the other person is under 13. | ” |

As notas explicativas afirmam: “Se a criança consentiu ou não a este ato é irrelevante”. O termo rape é usado em relação a crianças menores de 13 anos; a penetração consensual de criança entre 13 e 15 anos é definida como atividades sexuais com criança e punida menos severamente (seção 9, que exige que o agressor tenha 18 anos ou mais). Um menor também pode ser responsabilizado por contato sexual com outro menor (seção 13), mas as notas explicativas indicam que decisões de processar menores em caso de ambos serem menores devem ser analisadas caso a caso. As diretrizes do Crown Prosecution Service afirmam “[N]ão é do interesse público processar crianças de mesma ou similar idade e entendimento que participem de atividade sexual, quando tal atividade for realmente consensual e não haja fatores agravantes, como coerção ou corrupção”.
A Irlanda do Norte segue estrutura similar, sob o Sexual Offences (Northern Ireland) Order 2008. Essa lei reformulou as normas de ofensas sexuais na Irlanda do Norte e fixou a idade de consentimento em 16 anos, em linha com o resto do Reino Unido; antes, era 17 anos.
Na Escócia, o Sexual Offences (Scotland) Act 2009 também estabelece idade de consentimento em 16 anos e adota abordagem duas camadas, tratando crianças menores de 13 anos de forma diferente das de 13 a 15 anos. A seção 18, rape of a young child, aplica-se a crianças menores de 13 anos. Antes dessa lei, a Escócia tinha poucas ofensas sexuais estatutárias, pois a maior parte da legislação sexual era definida no direito consuetudinário (common law), o que era visto como problemático para a questão do consentimento. A criação do limite duplo de idade foi considerada muito importante durante a redação da lei.

## Leis Romeo e Julieta
Adolescentes frequentemente têm conduta sexual como parte de relacionamento íntimo. Isso pode ocorrer antes ou depois de ambos atingirem a idade de consentimento. No último caso, a pessoa que já atingiu a idade de consentimento comete estupro estatutário. Em algumas jurisdições, se dois menores tiverem relação sexual, ambos podem ser culpados de sexo ilegal com o outro. O ato em si é prima facie evidência de culpa quando uma das partes é legalmente incapaz de consentir.
Muitas jurisdições aprovaram leis conhecidas como “Romeo e Julieta” que visam reduzir ou eliminar a pena em casos onde a diferença de idade entre o casal é pequena e o contato não seria estupro se ambos pudessem consentir legalmente. Tais leis variam, mas podem:
```
Redefinir o crime para excluir situações em que a diferença de idade seja inferior a determinado período.
Prever defesa afirmativa baseada em pequena diferença de idade ou em relacionamento preexistente que não configurasse estupro estatutário.
Reduzir a gravidade do crime de felony para misdemeanor, preservando direitos civis e diminuindo penalidades.
Reduzir a pena nesses casos para multa, liberdade condicional ou serviço comunitário.
Eliminar requisito de registro como ofensor sexual ou reduzir duração de registro de vitalício para um, cinco ou dez anos.
Permitir que condenado solicite expurgamento após cumprir a sentença.
```

Essas leis geralmente aplicam-se a casais com diferença de idade menor que valor específico. Contudo, não se aplicam quando o parceiro mais velho tem posição de autoridade sobre o mais jovem (professor/aluno, treinador/jogador, tutor/menor) ou se houve uso de força física ou lesão grave. Normalmente, atos nessas circunstâncias são crimes separados sem defesa Romeo e Julieta.
Exemplo: no Texas Penal Code, Seção 22.011(e), há defesa afirmativa para acusação de agressão sexual se todas as condições se aplicarem:
```
O réu não tinha mais de 3 anos de diferença de idade em relação à vítima.
A vítima tinha mais de 14 anos (idade de consentimento no Texas é 17 anos).
O réu não era cadastrado como ofensor sexual.
A conduta não configurava incesto.
Nem o réu nem a vítima cometeriam bigamia ao se casarem.
```

Defesa semelhante existe no Código Penal do Texas para “abuso sexual contínuo de criança ou crianças” (continuous sexual abuse of a young child or children). Contudo, não se aplica ao crime separado de “relação imprópria educador/aluno” ou de “estupro agravado” (aggravated sexual assault).
Alguns países fora dos EUA também contam com leis Romeo e Julieta. A lei da Irlanda de 2006 foi contestada por tratar meninas de forma diferente de meninos. No Canadá, a idade de consentimento é normalmente 16 anos, mas há exceções por proximidade de idade: relações com menores de 14–15 anos são permitidas se o parceiro tiver menos de cinco anos de diferença, e com menores de 12–13 anos se a diferença for inferior a dois anos. Outros países estipulam que condução sexual com menor não será punida se houver idade e desenvolvimento semelhantes: por exemplo, na Finlândia a idade de consentimento é 16 anos, mas a lei prevê que o ato não será punido se “não houver grande diferença nas idades ou na maturidade mental e física das pessoas envolvidas”. Outra abordagem condiciona a legalidade ao limite de idade do adulto. Na Eslovênia, a idade de consentimento é 15 anos, mas a atividade só é considerada crime se houver “discrepância acentuada entre a maturidade do autor e da vítima”.

## Questões atuais
Embora haja amplo apoio ao conceito de estupro estatutário como crime nos Estados Unidos, há debate substancial sobre quão vigorosamente esses casos devem ser perseguidos e em que circunstâncias. [carece de fontes?]
Em maio de 2006, a Suprema Corte da Irlanda considerou inconstitucionais as leis de estupro estatutário existentes, pois impediam o réu de apresentar defesa (por exemplo, de que acreditava razoavelmente que a outra parte tinha idade legal para consentir). Isso levou à libertação de pessoas detidas sob essa lei e a demandas públicas por mudança legislativa de emergência. Em 2 de junho de 2006, a Suprema Corte irlandesa rejeitou recurso do Estado contra a soltura de um desses réus, “Sr. A”. Ele foi preso novamente logo depois para continuar cumprindo a sentença.